# Eva Davidová
Eva Davidová (28. prosince 1932, Praha – 21. září 2018, Český Krumlov) byla česká historička umění, etnografka, socioložka a fotografka. Patřila k zakladatelům české romistiky.

## Život a tvorba
Vystudovala filozofickou fakultu Univerzity Karlovy v Praze. Do roku 1976 pracovala v Sociologickém ústavu Akademie věd. Od padesátých let se věnuje romské kultuře a sociologii. V letech 1958–1959 pořídila snímky kočovných olašských Romů, kteří se poté museli usadit na základě zákona č. 74/1958. Ve fotografické dokumentaci života Romů pokračovala i v dalších letech. Přednášela romistiku na univerzitách, byla členkou International Romani Union a Gypsy Lore Society.

## Publikace (výběr)
- DAVIDOVÁ, Eva. Romano drom – Cesty Romů. Olomouc: Vydavatelství Univerzity Palackého, 1995. ISBN 80-7067-533-0. Změny v postavení a způsobu života Romů v Čechách, na Moravě a na Slovensku v letech 1945–1990.
- DAVIDOVÁ, Eva. Vlachicka djila. Praha: Academia, 2001. Texty a zvukový záznam – nejstarší terénní nahrávky hudebního folkloru olašských Romů z České a Slovenské republiky.
- DAVIDOVÁ, Eva. Romové a česká společnost – hledání domova, porozumění a vzájemného soužití. Praha: Národohospodářský ústav Josefa Hlávky, 2001. ISBN 80-238-7739-9.
- Eva Davidová. Praha: Torst, 2004. ISBN 80-7215-234-3. Fotografie každodenního života Romů z let 1956–1995.